# Nibylis drobnozębny
Nibylis drobnozębny, sechura, lis sechura (Lycalopex sechurae) – gatunek drapieżnego ssaka z rodziny psowatych (Canidae). 
Występuje w południowo-zachodnim Ekwadorze i północno-zachodnim Peru. Preferuje obszary rolnicze, półpustynne i pustynne (zamieszkuje głównie pustynię Sechura) tereny na obszarze swego występowania.
Żywi się głównie chrząszczami, gryzoniami, mniejszymi ptakami oraz strąkami nasion i padliną.
Ubarwienie zmienne od kremowo szaro-beżowego po granatowo-szary z odcieniami rudości. Lis sechura jest bardzo odporny na brak wody. Może nie pić jej godzinami, a często czerpie ją z porannej rosy pojawiającej się nad pustynią.
Prowadzi nocny tryb życia. Dzień spędza ukryty wśród roślinności, bądź w norach.
Przypomina nibylisa argentyńskiego i waży 4–5 kg. Długość ciała 60 cm, ogona ok. 25 cm.
W Czerwonej księdze gatunków zagrożonych Międzynarodowej Unii Ochrony Przyrody i Jej Zasobów został zaliczony do kategorii NT (podwyższonego ryzyka) pod nazwą Pseudalopex sechurae.